# Ospina, Vasquez, and Jaramillo
Pour les articles homonymes, voir Jaramillo.
La société Ospina, Vasquez, and Jaramillo, appelée aussi « Sociedad de Vásquez Jaramillo de Guatemala », a été fondée par  Julián Vásquez Calle, Leon Ospina Rodriguez et Antonio Jaramillo, trois colombiens originaire de Medellín, capitale d'Antioquia, un des départements de la Colombie, active dans les mines d'or et exilée au Guatemala pendant la Guerre civile colombienne (1860-1862). La société était le plus important opérateur du café du Guatemala à la fin des années 1860 et a contribué au développement des infrastructures financières et de communication.
« Ospina, Vasquez, and Jaramillo » exploitait l'immense domaine de « Las Mercedes », racheté à un Costa-ricain et agrandi, où elle construit sa propre route, avec 200 chars à bœufs, et importe des machines d'Angleterre, avant de tout revendre en 1881 pour repartir en Colombie où elle développe la Caféiculture en Colombie, dans l'Antioquia.
Après un échec de leurs premiers efforts à Cuajiniquilapa, ils tentent à nouveau leur chance à Flores Costa Cuca où ils visitent la ferme de José Gertrudis Robles, sont impressionnés par la qualité de l'exploitation et lui achètent pour 20 caballerias de terres contre 500 pesos en or. Un peu plus tard, il leur vend à nouveau pour 6000 pesos de terres quelques années ayant passé. Sur cette propriété "Las Mercedes", ils constituent la première exploitation à grande échelle du Guatemala sous la direction de Leon  Ospina Rodríguez, à 20 miles de San Martín Zapotitlán.
Ils obtiennent des autorités l'autorisation de construire leur propre route pour éviter le détour par Retalhuleu, qui fait rallonger le trajet en mules pour le transport du café, de 39 à 66 kilomètres. Puis ils achètent 200 chars à bœufs et trouvent un accord avec le transporteur qui s'opposait à cette nouvelle route caféière.
En 1875, « La Mercedes » est la première exploitation cafetière du Guatemala à produire plus de 10 000 sacs de café par an, avec une production moyenne de 2,8 livres de café par arbre et un revenu qui culminera  400 000 marks par an en 1896, juste avant le krach sur les cours du café. « La Mercedes » est vendue en 1881 à un propriétaire Costa-ricain, pour 150.000 pesos, au moment où ses trois propriétaires colombiens décident de rentrer au pays.
« La Mercedes » sera revendue pour 200 000 pesos, en 1883, à Georg Hockmeyer, venu de Hambourg au Guatemala au début des années 1850 avec Ernst Riitscher, qui avait lui-même développé une importante activité d'exportation de café de la région de Flores Costa Cuca.
Le pilier de la société est le colombien Julián Vásquez Calle, né à Angostura en 1809, qui s'est lié avec des anglais et des allemands lors d'un voyage en Europe, a exercé des responsabilités politiques et commerciales dans l'Antioquia, puis a dû se réfugier au Guatemala en 1865 pour des raisons politiques. Il a fondé en 1878 la Banco Colombiano de Guatemala, et développé des activités de négoce intercontinentales. 
Son beau-frère est le journaliste, agronome et avocat Mariano Ospina Rodríguez, rédacteur de la constitution de 1843, qui a fondé le parti conservateur colombien puis été élu président de la Colombie entre 1857 et 1861. Il est le fils de Pedro Vásquez, l'un des hommes les plus riches de son époque, commerçant et propriétaire de mines, établi à Santa Rosa de Osos à la fin des années 1820 avec Antonia Jaramillo Soto, héritière de terres et de mines d'or. À la fin de son mandat, le 31  mars 1861, Mariano Ospina Rodríguez fait face à Guerre civile colombienne (1860-1862). Il est fait prisonnier avec son frère Pastor, puis condamné à mort. Le général Santos Gutiérrez obtient que la peine soit commuée en de la prison et il parvient à s'évader puis à fuir au Guatemala  où il se réfugie jusqu'en 1871 et où le rejoint en 1865 Julián Vásquez Calle.  
La société détient six plantations de café. La firme reste entre des mains familiales. Ospina Rodríguez et Eduardo Vásquez développent la Caféiculture en Colombie, dans l'Antioquia, où ils créent les plus grandes plantations et se montrent très actifs dans les prémices de la fondation de la Federación Nacional de Cafeteros de Colombia. En 1888, Ospina Hermanos enmène des cargaison de café sur le marché de Londres. Entre 1888 et 1896, il plante plus d'un demi-million d'arbres à café sur ses plantations de Fredonia, Amagá et Titiribí.